# Ostatnie spojrzenie na Anglię
Ostatnie spojrzenie na Anglię – obraz olejny Forda Madoxa Browna z 1855. Przedstawia emigrantów opuszczających Anglię drogą morską i po raz ostatni spoglądających na ojczyznę.

## Okoliczności powstania obrazu
Obraz powstał w czasach, kiedy w Anglii nasiliło się zjawisko emigracji. Bezpośrednią inspiracją dla Browna był wyjazd jego przyjaciela Thomasa Woolnera, który wobec braku sukcesów jako artysta postanowił wyjechać do Australii i zająć się poszukiwaniem złota. Anglię opuścił w lipcu 1852. Również sam Brown, nie mogąc utrzymać się ze swojej sztuki, rozważał emigrację do Indii.
Modelką do postaci kobiety była druga żona Browna, Emma Brown, w postaci mężczyzny artysta sportretował sam siebie, a dziecięcą dłoń namalował wzorując się na ręce własnego dziecka. Aby zapewnić obrazowi realizm (szczególnie w zakresie oświetlenia przedmiotów), malarz tworzył obraz w plenerze, w chłodne dni (również kiedy malował sceny z modelką).
W 1864 na zlecenie George’a Rae, patrona prerafaelitów, Brown namalował akwarelową replikę obrazu. 

## Opis obrazu
Obraz przedstawia mężczyznę i kobietę, parę emigrantów na pokładzie statku, spoglądających po raz ostatni na swoją ojczyznę. Oboje ubrani są ciepło; kobieta otulona jest w pelerynę, pod którą trzyma małe dziecko. Prawa dłoń kobiety spleciona jest z dłonią męża; poniżej widać stopę dziecka ubraną w skarpetkę. Lewa dłoń kobiety trzyma dziecięcą rączkę. Mąż osłania żonę od wiatru parasolem. Za nimi widać innych pasażerów: dziewczynkę jedzącą jabłko, mężczyznę palącego fajkę i innego wygrażającego Anglii pięścią.
O ile para z przodu jest klasy średniej i wydaje się przeżywać wiele emocji w związku z rozstaniem się z ojczyzną (mężczyzna ma zachmurzony, a kobieta smutny wyraz twarzy), o tyle ludzie z tyłu, wywodzący się z niższej warstwy społecznej, wydają się bardziej obojętni wobec opuszczanego kraju (powiązanie przywiązania do opuszczanej ziemi z pochodzeniem społecznym było intencją autora). Nastrój obrazu jest ponury, przełamują go tylko niektóre elementy (widoczne kolorowe warzywa czy różowy szal kobiety).
Za łodzią widać białe klify Dover, w południowo-wschodniej Anglii.